# Herrarnas 35 kilometer gång vid världsmästerskapen i friidrott 2022
Herrarnas 35 kilometer gång vid världsmästerskapen i friidrott 2022 avgjordes den 24 juli 2022 i Eugene i USA. Totalt 50 idrottare från 28 nationer deltog i tävlingen.
Italienska Massimo Stano tog sitt första VM-guld på 35 kilometer gång efter ett lopp på 2 timmar, 23 minuter och 14 sekunder. Japanska Masatora Kawano tog silver och bronset togs av svenska Perseus Karlström.

## Rekord
Innan tävlingens start fanns följande rekord:
| Rekord                                         | Idrottare                                                 | Tid                                                       | Plats                                                     | Datum                                                     |
| ---------------------------------------------- | --------------------------------------------------------- | --------------------------------------------------------- | --------------------------------------------------------- | --------------------------------------------------------- |
| Världsrekord                                   | världsrekord kommer att erkännas efter den 1 januari 2023 | världsrekord kommer att erkännas efter den 1 januari 2023 | världsrekord kommer att erkännas efter den 1 januari 2023 | världsrekord kommer att erkännas efter den 1 januari 2023 |
| Mästerskapsrekord                              | ny gren                                                   | ny gren                                                   | ny gren                                                   | ny gren                                                   |
| Världsårsbästa                                 | Masatora Kawano (JPN)                                     | 2:26.40                                                   | Wajima, Japan                                             | 17 april 2022                                             |
| Afrikanskt rekord                              | Wayne Snyman (RSA)                                        | 2:32.52                                                   | Kapstaden, Sydafrika                                      | 15 januari 2022                                           |
| Asiatiskt rekord                               | Masatora Kawano (JPN)                                     | 2:26.40                                                   | Wajima, Japan                                             | 17 april 2022                                             |
| Nord-, centralamerikanskt och karibiskt rekord | José Luis Doctor (MEX)                                    | 2:29.24                                                   | Dudince, Slovakien                                        | 23 april 2022                                             |
| Sydamerikanskt rekord                          | José Montana (COL)                                        | 2:30.46                                                   | Dudince, Slovakien                                        | 23 april 2022                                             |
| Europeiskt rekord                              | Tid att besegra                                           | 2:24.00                                                   |                                                           |                                                           |
| Oceaniskt rekord                               | Inget ratificerat rekord                                  | Inget ratificerat rekord                                  | Inget ratificerat rekord                                  | Inget ratificerat rekord                                  |

## Program
Alla tider är lokal tid (UTC−7).
| Datum   | Tid   | Omgång |
| ------- | ----- | ------ |
| 24 juli | 06:15 | Final  |

## Resultat
Loppet startade den 24 juli klockan 06:15.
| Placering | Namn                   | Nationalitet | Tid     | Noteringar |
| --------- | ---------------------- | ------------ | ------- | ---------- |
| 1         | Massimo Stano          | Italien      | 2:23.14 | 0MR0, 0AR0 |
| 2         | Masatora Kawano        | Japan        | 2:23.15 | 0AR0       |
| 3         | Perseus Karlström      | Sverige      | 2:23.44 | 0PB0       |
| 4         | Brian Pintado          | Ecuador      | 2:24.37 | 0AR0       |
| 5         | He Xianghong           | Kina         | 2:24.45 | 0NR0       |
| 6         | Evan Dunfee            | Kanada       | 2:25.02 | 0AR0       |
| 7         | Caio Bonfim            | Brasilien    | 2:25.14 | 0NR0       |
| 8         | Éider Arévalo          | Colombia     | 2:25.21 | 0NR0       |
| 9         | Tomohiro Noda          | Japan        | 2:25.29 | 0PB0       |
| 10        | Miguel Ángel López     | Spanien      | 2:25.58 | 0NR0       |
| 11        | Ricardo Ortíz          | Mexiko       | 2:27.11 | 0NR0       |
| 12        | Ever Palma             | Mexiko       | 2:27.55 | 0PB0       |
| 13        | Aleksi Ojala           | Finland      | 2:28.22 | 0NR0       |
| 14        | Aurélien Quinion       | Frankrike    | 2:28.46 | 0NR0       |
| 15        | Zhaxi Yangben          | Kina         | 2:28.56 | 0PB0       |
| 16        | César Rodríguez        | Peru         | 2:29.24 | 0NR0       |
| 17        | Xu Hao                 | Kina         | 2:29.55 | 0PB0       |
| 18        | Rhydian Cowley         | Australien   | 2:30.34 | 0NR0       |
| 19        | Dawid Tomala           | Polen        | 2:30.47 | 0PB0       |
| 20        | Wayne Snyman           | Sydafrika    | 2:31.15 | 0AR0       |
| 21        | Miroslav Úradník       | Slovakien    | 2:31.16 | 0PB0       |
| 22        | José Luis Doctor       | Mexiko       | 2:32.43 |            |
| 23        | Vít Hlaváč             | Tjeckien     | 2:32.50 | 0NR0       |
| 24        | Andrés Chocho          | Ecuador      | 2:33.28 |            |
| 25        | Brendan Boyce          | Irland       | 2:33.31 | 0SB0       |
| 26        | Daisuke Matsunaga      | Japan        | 2:33.56 |            |
| 27        | Marius Žiūkas          | Litauen      | 2:34.16 | 0NR0       |
| 28        | Diego Pinzón           | Colombia     | 2:34.26 | 0PB0       |
| 29        | Alexandros Papamichail | Grekland     | 2:34.48 | 0NR0       |
| 30        | Érick Bernabé Barrondo | Guatemala    | 2:35.01 |            |
| 31        | Dominik Černý          | Slovakien    | 2:35.39 | 0PB0       |
| 32        | Álvaro López           | Spanien      | 2:36.20 |            |
| 33        | Artur Mastianica       | Litauen      | 2:36.25 | 0PB0       |
| 34        | Karl Junghannß         | Tyskland     | 2:38.50 |            |
| 35        | Georgiy Sheiko         | Kazakstan    | 2:39.47 |            |
| 36        | Nick Christie          | USA          | 2:41.08 | 0SB0       |
| 37        | Arnis Rumbenieks       | Lettland     | 2:42.47 |            |
| 38        | Marius Iulian Cocioran | Rumänien     | 2:43.27 |            |
| 39        | Rui Coelho             | Portugal     | 2:44.55 | 0SB0       |
| 40        | Carl Dohmann           | Tyskland     | 2:45.44 |            |
|           | Jhonatan Amores        | Ecuador      |         | 0DNF0      |
|           | Carl Gibbons           | Australien   |         | 0DNF0      |
|           | Luis Henry Campos      | Peru         |         | 0DNF0      |
|           | José Montana           | Colombia     |         | 0DNF0      |
|           | João Vieira            | Portugal     |         | 0DNF0      |
|           | Andrea Agrusti         | Italien      |         | 0DSQ0      |
|           | Artur Brzozowski       | Polen        |         | 0DSQ0      |
|           | Aku Partanen           | Finland      |         | 0DSQ0      |
|           | Luis Ángel Sánchez     | Guatemala    |         | 0DSQ0      |
|           | Marc Tur               | Spanien      |         | 0DSQ0      |